# 1574 en philosophie
Chronologie de la philosophie
- 1570
- 1571
- 1572
- 1573
- 1574
- 1575
- 1576
- 1577
- 1578

L’année 1574 a été marquée, en philosophie, par les événements suivants :

## Publications
- Johann Thomas Freig :  Quaestiones logicae et ethicae, 1574.

- Pierre de La Place : traité De la vocation et manière de vivre à laquelle chacun est appelé, Paris, 1561 et 1574.

## Décès
- Jacques Charpentier, docteur en philosophie et en médecine, né en 1524 à Clermont en Beauvoisis, mort en 1574.